# Mikadotrochus
Mikadotrochus é um gênero de moluscos gastrópodes marinhos da família Pleurotomariidae, proposto por Lindholm em 1927. Atualmente compreende quatro espécies, todas distribuídas entre os mares da China, Taiwan, Japão e Filipinas, com algumas transferidas para o gênero Perotrochus:
- Mikadotrochus beyrichii (Hilgendorf, 1877)
- Mikadotrochus gotoi (Anseeuw, 1990)
- Mikadotrochus hirasei (Pilsbry, 1903)
- Mikadotrochus salmianus (Rolle, 1899)

## Ex espécies deMikadotrochusem outros táxon
- Mikadotrochus amabilis Bayer, 1963 - denominada Perotrochus amabilis (Bayer, 1963)
- Mikadotrochus caledonicus (Bouchet & Métivier, 1982) - denominada Perotrochus caledonicus Bouchet & Métivier, 1982
- Mikadotrochus oishii Shikama, 1973 - denominada Perotrochus oishii (Shikama, 1973)
- Mikadotrochus schmalzi Shikama, 1961 - denominada Mikadotrochus salmianus (Rolle, 1899)

Algumas espécies deste gênero estiveram classificadas no gênero Pleurotomaria.